# Odznaka honorowa „Zasłużony dla bankowości PRL”

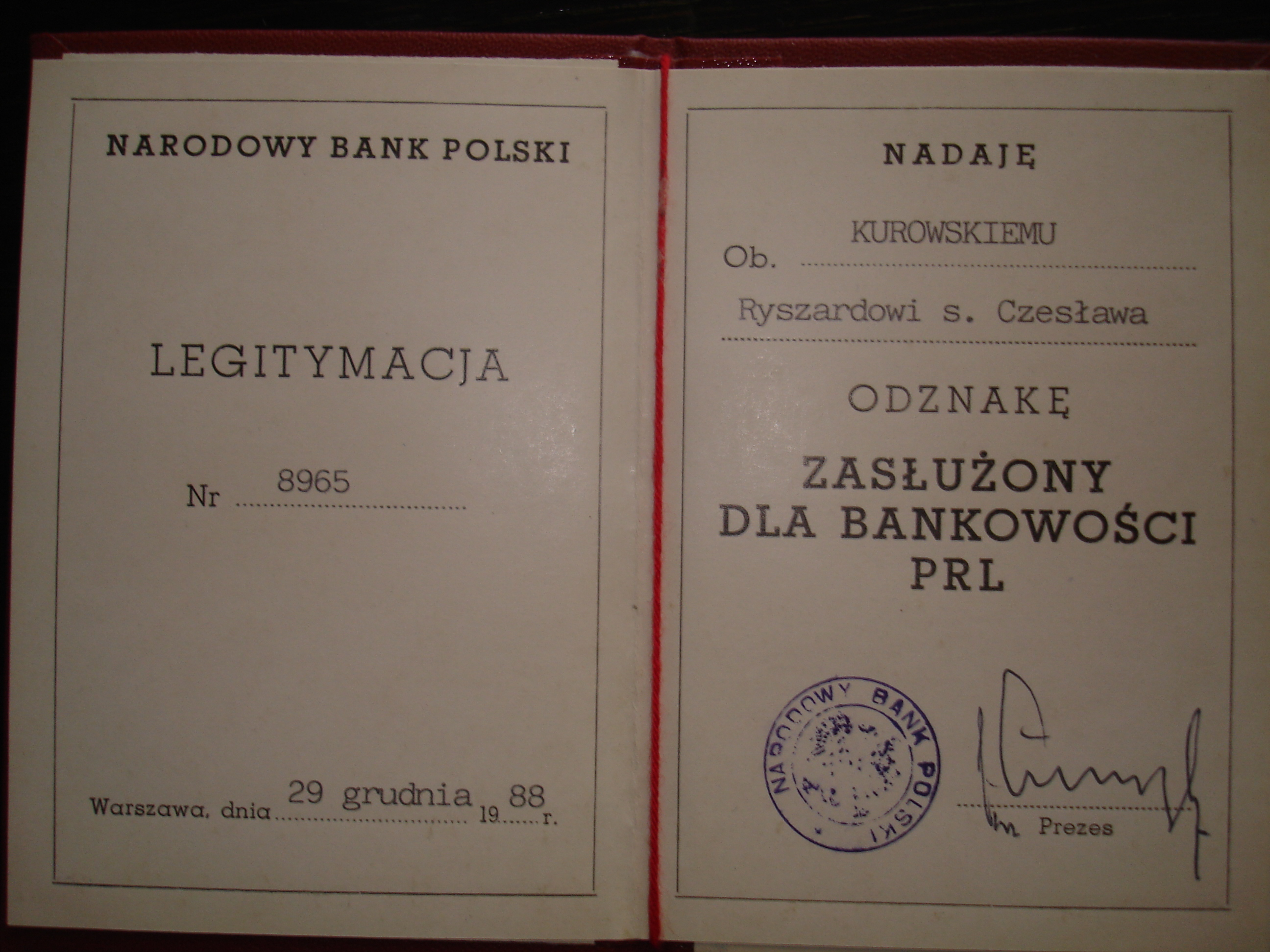
Legitymacja odznaki honorowej „Zasłużony dla bankowości PRL” należącej do Ryszarda Kurowskiego

Odznaka honorowa „Zasłużony dla bankowości PRL” – polskie resortowe odznaczenie cywilne z okresu PRL, zaszczytne wyróżnienie przyznawane za zasługi dla rozwoju polskiego systemu bankowego przez Prezesa Narodowego Banku Polskiego.

## Podstawa prawna
Uchwała nr 147 Rady Ministrów z dnia 24 października 1983 r. w sprawie ustanowienia odznaki honorowej „Zasłużony dla bankowości PRL”. Ogłoszona w M.P. 1983 nr 38 poz. 217
- Data wejścia w życie: 1983-11-29
- Data obowiązywania: 1983-11-29
- Data uchylenia: 1989-01-01 (Dz. U. 1989 Nr 3 Poz. 10)
- Organ wydający: Rada Ministrów

## Opis odznaki
Odznaka ma kształt okrągłego, srebrnego i pokrytego emalią, medalionu o średnicy 29 mm. Wewnętrzną jego część stanowi czerwone pole, na którym widnieje srebrny orzeł, będący wypukłą aplikacją. Wokół godła państwowego, na białym otaczającym czerwone pole, emaliowanym otoku, napis srebrny: ZASŁUŻONY DLA BANKOWOŚCI PRL.
Odznaka, zawieszona jest na srebrnej zawieszce, pokrytej emalią, w barwach flagi państwowej – (biel i czerwień). Odznaka mocowana była do ubrania za pomocą zamontowanej od spodu agrafki. Wykonawcą odznaki była Mennica Polska, o czym zaświadcza wybita od spodu sygnatura firmy.